# Wiktor Pental
Wiktor Pental (ur. 18 stycznia 1920 w Woroniszkach, zm. 20 sierpnia 2013 w Krakowie) – polski fotograf.

## Życiorys
Urodził się 18 stycznia 1920 we wsi Woroniszki.  Fotografią zainteresował się podczas nauki w gimnazjum.
W czasie II wojny światowej był żołnierzem Wojska Polskiego i Armii Krajowej, po wkroczeniu wojska radzieckich został rozbrojony i osadzony w obozie skąd uciekł i dołączył do 13 Pułku Piechoty Ludowego Wojska Polskiego.
W 1950 został skazany na rok więzienia jako „wróg Polski Ludowej”.  Po zwolnieniu mieszkał i pracował w Nowej Hucie gdzie jako fotograf stworzył unikalny zapis fotograficzny powstającej wówczas Nowej Huty.  Prace Pentala prezentowane były na wystawach krajowych i międzynarodowych.
Zmarł 20 sierpnia 2013 w Krakowie.